# Trigona
Trigona és un gènere d'himenòpters apòcrits de la família Apidae i de la subfamíla Meliponinae. Algunes de les seves espècies produeixen mel.

## Taxonomia
El gènere Trigona inclou 33 espècies:
- Trigona albipennis Almeida, 1992
- Trigona alfkeni Friese, 1900
- Trigona amalthea (Olivier, 1789)
- Trigona amazonensis (Ducke, 1916)
- Trigona armata Magretti, 1895
- Trigona branneri Cockerell, 1912
- Trigona braueri Friese, 1900
- Trigona chanchamayoensis Schwarz, 1948
- Trigona cilipes (Fabricius, 1804)
- Trigona corvina Cockerell, 1913
- Trigona crassipes (Fabricius, 1793)
- Trigona dallatorreana Friese, 1900
- Trigona dimidiata Smith, 1854
- Trigona ferricauda Cockerell, 1917
- Trigona fulviventris Guérin-Méneville, 1845
- Trigona fuscipennis Friese, 1900
- Trigona guianae Cockerell, 1912
- Trigona hyalinata (Lepeletier, 1836)
- Trigona hypogea Silvestri, 1902
- Trigona lacteipennis Friese, 1900
- Trigona muzoensis Schwarz, 1948
- Trigona necrophaga Camargo & Roubik, 1991
- Trigona nigerrima Cresson, 1878
- Trigona pallens (Fabricius, 1798)
- Trigona pellucida Cockerell, 1912
- Trigona permodica Almeida, 1992
- Trigona recursa Smith, 1863
- Trigona sesquipedalis Almeida, 1985
- Trigona silvestriana Vachal, 1908
- Trigona spinipes (Fabricius, 1793)
- Trigona tomentosa Friese, 1900
- Trigona truculenta Almeida, 1985
- Trigona williana Friese, 1900